# 最後大法師
《最後大法師》（英語：The Last Exorcism）是一部2010年美國尋獲佚失超自然恐怖片，由丹尼爾·斯塔姆執導，由帕特里克·法比安、阿什利·貝爾、艾麗斯·巴爾、卡賴伯·蘭里·瓊斯和路易斯·賀森主演。
經過多年的驅魔，失望的福音派牧師決定參加一部記錄他最後一次驅魔的紀錄片，同時揭露他事工的欺詐行為。接到農夫求助驅魔的來信後，他遇到了農夫飽經風霜的女兒。這部電影獲得了影評人的正面評價，票房大獲成功，預算為180萬美元，票房收入超過6700萬美元。
續集《最後大法師2》於2013年3月1日發行。

## 劇情
電影製作人艾麗斯和丹尼爾追隨住在路易斯安那州巴吞鲁日的牧師科頓·馬庫斯，他試圖使驅魔不合法化。馬庫斯在生病的兒子出生後失去了信仰，習慣於對“附身”的人進行假驅魔。他接受了農民路易斯·斯威策提出的驅魔請求，後者聲稱他的牲畜正在被他的女兒内爾屠殺；路易斯懷疑內爾被撒但附身。
馬庫斯到達並聲稱內爾被強大的惡魔阿巴倫附身。他說服家人他已經趕走了惡魔並離開，相信他和他的團隊已經治癒了她被誤認為附身的精神狀態。那天晚上，內爾出現在馬庫斯的汽車旅館房間裡，顯然身體不適。馬庫斯帶內爾去醫院檢查，結果表明她身體狀況良好。馬庫斯去見路易斯的前牧師約瑟夫·曼利，他告訴馬庫斯他已經三年沒有見到內爾了。第二天早上，路易斯把內爾帶回家，但在她用刀割傷了她哥哥凱萊布的臉後，將她鎖在床上。
馬庫斯把內爾從束縛中解救出來，後來發現她似乎在夢遊，試圖淹死一個洋娃娃。當醫院回電通知內爾懷孕時，艾麗斯指責路易斯亂倫，馬庫斯拒絕了。那天晚上，內爾偷走了他們的攝像機並進入了她父親的穀倉，在那裡她殘忍地砸死了一隻貓。艾麗斯和丹尼爾發現了她病態的畫作；除了貓的死，還描繪了馬庫斯帶著十字架站在一團巨大的火焰前，艾瑞斯被肢解，丹尼爾被斬首。馬庫斯質問路易斯關於內爾懷孕的事；路易斯堅稱內爾是處女，是被惡魔懷孕的。馬庫斯堅稱此事與惡魔無關，這讓路易斯感到被冒犯，他要求團隊離開，並暗指打算殺死內爾。團隊試圖與內爾一起逃跑，內爾在路易斯威脅要射殺她之前襲擊了馬庫斯。當內爾懇求路易斯殺死她時，馬庫斯提出嘗試第二次驅魔以勸阻他。
在驅魔過程中，“阿巴倫”同意只要馬庫斯安靜十秒鐘就放內爾走。然而每隔一秒，內爾就會折斷一根手指。三秒後，馬庫斯大喊讓阿巴倫停下來；阿巴倫問馬庫斯是否想要她來幫他“吹”。馬庫斯質疑惡魔會知道性行為的真實名稱，並得出結論說內爾沒有被附身，而是一個不安和羞愧的女孩。内尔为失去童贞给一个叫洛根的男孩而苦恼，路易斯再次拒絕了這一點。馬庫斯和團隊會見了洛根，洛根解釋說他是同性戀，他與內爾的唯一接觸是六個月前在曼利家裡的一次簡短談話；團隊意識到曼利在謊稱沒有見過內爾。他們回到斯威策農舍，发现那里空无一人，墙上畫着许多神秘主义和反文化的符号。
一群人跟隨著說話聲進入樹林，在那裡他們看到了一大堆火和由曼利領導的一群戴著兜帽的邪教徒。路易斯被綁起來，塞住嘴巴，蒙上眼睛，而戴著兜帽的人圍著祭壇祈禱，內爾被綁在祭壇上。她生下了一個非人的孩子。曼利把孩子扔進火裡，隨著惡魔的咆哮發出，火勢迅速蔓延。馬庫斯恢復了信仰，他舉起十字架衝向火堆，與邪惡作鬥爭。艾麗斯和丹尼爾逃跑了。艾麗斯被會眾制服並被斧頭殺死；丹尼爾則繼續奔跑，隨後凱萊布将他斩首，镜头落下。

## 演员
- 帕特里克·法比安 饰 科頓·馬庫斯[7]
- 阿什利·貝爾（英语：Ashley Bell (actress)） 饰 内尔·玛格丽特·斯威策[8]
- 艾麗斯·巴爾（英语：Iris Bahr） 饰 艾麗斯·赖森[9]
- 路易斯·賀森（英语：Louis Herthum） 饰 路易斯·斯威策[10]
- 卡賴伯·蘭里·瓊斯 饰 凱萊布·斯威策[11]
- 托尼·本特利 饰 曼利牧師[12]
- 莎娜·福雷斯托爾 饰 馬庫斯夫人[13]
- 贝姬·弗莱 饰 贝姬[14]
- 丹尼丝·李 饰 护士[15]
- 洛根·克雷格·里德 饰 洛根[16]
- 亚当·格兰姆斯 饰 丹尼尔·莫斯科维茨
- 杰米·艾莉森·考德尔 饰 撒但崇拜者[17]
- 艾伦·布德罗 饰 撒但崇拜者[18]

## 荣誉
| 年份 | 奖项        | 类别             | 受奖人        | 结果 |
| ---- | ----------- | ---------------- | ------------- | ---- |
| 2011 | 人民选择奖  | 最受歡迎恐怖電影 |               | 提名 |
| 2011 | 獨立精神獎  | 最佳首部影片     | 丹尼爾·斯塔姆 | 提名 |
| 2011 | 獨立精神獎  | 最佳女配角       | 阿什利·貝爾   | 提名 |
| 2011 | MTV影視大獎 | 最佳嚇破膽演出   | 阿什利·貝爾   | 提名 |
| 2011 | 帝國獎      | 最佳恐怖片       | 不適用        | 獲獎 |